# Liste der Abgeordneten zum Salzburger Landtag (10. Gesetzgebungsperiode)
Diese Liste der Abgeordneten zum Salzburger Landtag 10. Gesetzgebungsperiode listet alle Abgeordneten zum Salzburger Landtag in der 10. Gesetzgebungsperiode bzw. 14. Wahlperiode auf. Die Gesetzgebungsperiode dauerte von der Konstituierung des Landtags am 3. Mai 1989 bis zum 1. Mai 1994. Die Konstituierung des nachfolgenden Landtags der 11. Gesetzgebungsperiode erfolgte am 2. Mai 1994.
Bei der Landtagswahl 1989 verlor die Österreichische Volkspartei (ÖVP) ihre erst 1984 errungene absolute Mandatsmehrheit und musste 16 Mandate abgeben. In der Folge stellte die ÖVP nur noch 16 der insgesamt 36 Landtagsabgeordneten. Auch die Sozialistische Partei Österreichs (SPÖ), ab 15. Juni 1991 „Sozialdemokratische Partei Österreichs“ verlor ein Mandat und entsandte 12 Mandatare in den neuen Landtag. Die Freiheitliche Partei Österreichs (FPÖ) verbuchte hingegen Gewinne und stellte in der Folge sechs statt vier Landtagsabgeordnete, zudem zog die Bürgerliste Salzburg mit zwei Mandaten in den Landtag ein.
Nach der Angelobung der Landtagsabgeordneten erfolgte am 3. Mai 1989 die Wahl der Landesregierung Katschthaler, die damit der Landesregierung Haslauer III nachfolgte.

## Funktionen

### Landtagspräsidenten
Der ehemalige Landtagspräsident Hans Schmidinger gehörte nicht mehr dem Landtag an, woraufhin Helmut Schreiner (ÖVP) zum neuen Landtagspräsidenten gewählt wurde. Für den bisherigen Zweiten Landtagspräsidenten Johann Pitzler (SPÖ) wurde Inge Stuchlik (SPÖ) in diese Funktion gewählt. Zum Dritten Landtagspräsidenten wurde, ebenfalls neu in diesem Amt, Bertl Emberger (ÖVP) gewählt. Nach dem Mandatsverzicht Inge Stuchliks wurde am 20. Oktober 1993 Walter Thaler als neuer Zweiter Landtagspräsident vereidigt.

### Landtagsabgeordnete
| Name                  | Fraktion | Anmerkung                                                              |
| --------------------- | -------- | ---------------------------------------------------------------------- |
| Bieringer Ludwig      | ÖVP      | bis 19. März 1991                                                      |
| Böhm Alexander        | SPÖ      |                                                                        |
| Buchner Johann        | FPÖ      | bis 18. Mai 1993                                                       |
| Burtscher Christian   | BL       |                                                                        |
| Eder Rudolf           | ÖVP      |                                                                        |
| Eisl Andreas          | FPÖ      |                                                                        |
| Emberger Bertl        | ÖVP      |                                                                        |
| Firlei Klaus          | SPÖ      | am 13. September 1989 für Harald Lettner angelobt                      |
| Gmachl Wolfgang       | ÖVP      | bis 31. Dezember 1991                                                  |
| Griessner Georg       | ÖVP      |                                                                        |
| Grinninger Norbert    | SPÖ      | am 20. Oktober 1993 für Inge Stuchlik angelobt                         |
| Gruber Manfred        | SPÖ      |                                                                        |
| Haunsberger Wolfgang  | ÖVP      |                                                                        |
| Hauzar Herbert        | FPÖ      | am 16. Februar 1994 für Iris Schludermann angelobt                     |
| Herok Reinhard Martin | ÖVP      |                                                                        |
| Hochreiter Karoline   | BL       |                                                                        |
| Hödlmoser Anni        | SPÖ      |                                                                        |
| Hofer Margot          | FPÖ      |                                                                        |
| Höggerl Gerhard       | FPÖ      | am 19. Mai 1993 für Johann Buchner angelobt                            |
| Holztrattner Johann   | SPÖ      | am 8. Juli 1992 für Othmar Nacovsky angelobt                           |
| Karl Anton            | ÖVP      | am 30. Jänner 1992 für Wolfgang Gmachl angelobt                        |
| Karl Hans             | ÖVP      |                                                                        |
| Köpf Peter            | SPÖ      | am 7. Februar 1990 für Siegfried Pichler angelobt, bis 5. Februar 1991 |
| Längauer Ernst        | SPÖ      |                                                                        |
| Lettner Harald        | SPÖ      | bis 12. September 1989                                                 |
| Lienbacher Johann     | ÖVP      |                                                                        |
| Mayr Josef            | SPÖ      |                                                                        |
| Nacovsky Othmar       | SPÖ      | bis 7. Juli 1991                                                       |
| Neureiter Michael     | ÖVP      |                                                                        |
| Nindl Gottfried       | ÖVP      |                                                                        |
| Pichler Siegfried     | SPÖ      | bis 6. Februar 1990                                                    |
| Pluntz Liane          | SPÖ      | am 6. Februar 1991 für Peter Köpf angelobt                             |
| Rossmann Werner       | ÖVP      |                                                                        |
| Saliger Wolfgang      | ÖVP      | am 20. März 1991 für Ludwig Bieringer angelobt                         |
| Saller Josef          | ÖVP      | am 13. September 1989 für Christina Steinmetzer angelobt               |
| Scharfetter Othmar    | FPÖ      |                                                                        |
| Schausberger Franz    | ÖVP      |                                                                        |
| Schludermann Iris     | FPÖ      | bis 1. Jänner 1994                                                     |
| Schreiner Helmut      | ÖVP      |                                                                        |
| Schröcker Alfons      | SPÖ      | am 22. Oktober 1991 für Reinhold Wahlhütter angelobt                   |
| Steinmetzer Christina | ÖVP      | bis 12. September 1989                                                 |
| Stuchlik Inge         | SPÖ      | bis 15. September 1993                                                 |
| Thaler Walter         | SPÖ      |                                                                        |
| Thaller Robert        | FPÖ      |                                                                        |
| Veichtlbauer Ricky    | SPÖ      |                                                                        |
| Wahlhütter Reinhold   | SPÖ      | bis 21. Oktober 1991                                                   |
| Wasserbauer Hedwig    | ÖVP      |                                                                        |